# Józef Lityński
Józef Lityński (ur. 18 listopada 1928 w Warszawie, zm. 20 sierpnia 2013) – polski geofizyk, klimatolog i działacz polonijny.

## Życiorys
Jego ojcem był generał brygady Stanisław Lityński, a matką Julia Sztolcmanówna. Dzieciństwo spędził w Nowej Wilejce, gdzie ojciec dowodził lokalnym garnizonem. W 1937 rodzina przeprowadziła się do Warszawy, a następnie do Miedzeszyna, skąd Lityński dojeżdżał do szkoły w Warszawie. W początkach września 1939, ostrzeżeni listem przed poszukiwaniami przez Gestapo, wyjechali do Lwowa, a następnie do Stanisławowa (miasta rodzinnego ojca). Kolejne ostrzeżenie, tym razem przed NKWD, spowodowało, że rodzina ukrywała się w Stanisławowie, a następnie po kryjomu wyjechała do Przemyśla i Lwowa, gdzie doczekała maja 1940. W ramach wymiany uchodźców dostali się do Krakowa, a następnie do Warszawy, Miedzeszyna i ponownie do Warszawy, gdzie Lityński ukończył szkołę powszechną i rozpoczął naukę w zawodowej szkole ogrodniczej. Uczęszczał na tajne komplety i należał do podziemnego harcerstwa. W czasie powstania warszawskiego był łącznikiem na Mokotowie. W tym czasie zmarła mu matka i babcia. Pozostał sam z bratem Andrzejem (8 lat). 
Chłopcami zaopiekowali się znajomi rodziców. Zamieszkali w Radomsku, gdzie Lityński zdał maturę w 1947. Uniemożliwiono mu jednak rozpoczęcie studiów z uwagi na posiadanie ojca w Wielkiej Brytanii. Podjął pracę w Instytucie Elektrotechniki. Dzięki wybiegowi biurokratycznemu udało mu się dostać na studia na Wydziale Matematyki, Fizyki i Chemii Uniwersytetu Wrocławskiego (1949). W 1951 przeniósł się z trudnościami na Wydział Fizyki Uniwersytetu Warszawskiego. Zatrudnieniu jako asystenta u prof. Stefana Pieńkowskiego zapobiegło UB. Pracę magisterską napisał z geofizyki (fizyka atmosfery) i otrzymał nakaz pracy w Obserwatorium Meteorologicznym Instytutu Hydrologiczno-Meteorologicznego w Legionowie, gdzie zamieszkał z pierwszą żoną. 
W 1956 odbył trzymiesięczny staż w Instytucie Meteorologicznym w Moskwie. W lipcu 1957 otrzymał paszport i udał się do Wielkiej Brytanii, gdzie po raz pierwszy od czasu II wojny światowej spotkał się z ojcem. Odbył też podróż po kilku krajach zachodnioeuropejskich. W 1958 ojciec zmarł i rozpadło się małżeństwo Lityńskiego. W 1961 odbył miesięczny staż w Instytucie Meteorologicznym w Paryżu. Po jego zakończeniu pojechał na dwa tygodnie do Anglii, w związku z czym, samowolnie przedłużając pobyt zagraniczny, otrzymał zakaz wyjazdów zagranicznych z Polski. 
Dopiero w 1964, w ramach kontraktu, Światowej Organizacji Meteorologicznej (WMO) wyjechał do dawnego Konga Belgijskiego, gdzie pracował na lotnisku w Leopoldville i innych miastach, jako meteorolog. W styczniu 1968 obronił pracę doktorską Liczbowa klasyfikacja typów cyrkulacji i typów pogody dla Polski (promotor: prof. Wincenty Okołowicz, UW). Praca ta opublikowana została w 1969 i była przez dziesięciolecia stosowana przez polskich klimatologów. 
Lityński pracował wówczas w Instytucie Matematyki Politechniki Warszawskiej, gdzie zastały go wydarzenia 1968 roku. Na ich fali wyjechał do Kalifornii, a po inwazji sowieckiej na Czechosłowację, postanowił nie wracać do kraju. Z uwagi na dobrą znajomość języka francuskiego wyjechał do Kanady (koniec 1968), gdzie uzyskał kontrakt na Uniwersytecie Laval. W 1969 otrzymał propozycję przejścia do nowego Université du Québec w Trois-Rivières. Wykładał tam klimatologię, meteorologię oraz geografię regionalną Europy aż do przejścia na emeryturę w 1993. 
Prowadził regularne badania północnych rejonów Kanady, m.in. bezludnej Sliver Island (1970). W tym samym okresie zwracał uwagę na zmiany klimatyczne na Ziemi. Wyjeżdżał też do różnych krajów w ramach badań WMO, m.in. na Madagaskar (1975-1976) i do Gabonu (1979). Rok przebywał we Francji. W 1974 powtórnie ożenił się, a w 1977 urodziła mu się z tego związku córka. W latach 1985–1986 prowadził badania naukowe na Polinezji i na Nowej Kaledonii. W 1984 WMO opublikowała klasyfikację klimatów świata Lityńskiego, szeroko stosowaną w wielu kraja, a w Polsce bardzo słabo znaną. 
Po powstaniu w Polsce Solidarności założył w Montrealu „Grupę działania na rzecz NSZZ Solidarność”, będąc w niej wiceprezesem. W 1983 został sekretarzem generalnym Polskiego Instytutu Naukowego w Kanadzie, a od 1985 do 2009 był jego prezesem. Działał w Kongresie Polonii Kanadyjskiej. Koordynował pomoc finansową dla polskiego podziemia. 
Zamieszkując w Pierrefonds (Quebec) został powołany na stanowisko delegata rządu RP na uchodźstwie na teren Kanady z dniem 15 grudnia 1987. W grudniu 1990 przyjechał do Polski po raz pierwszy od emigracji. 
W 2005 zaprzestał regularnych wykładów. W 2012 uległ poważnemu wypadkowi. W 2013 ukazała się jego książka wspomnieniowa – Wielka wygrana – 12 cudów w moim życiu.

## Odznaczenia
- Krzyż Komandorski Orderu Odrodzenia Polski (11 listopada 1990)[3]
- Krzyż Kawalerski Orderu Odrodzenia Polski (1989)[4]